# Varanus caerulivirens
Varanus caerulivirens este o specie de reptile din genul Varanus, familia Varanidae, descrisă de Ziegler, Böhme și Philipp 1999. Conform Catalogue of Life specia Varanus caerulivirens nu are subspecii cunoscute.